# Сиба Кокан
Сиба Кокан (яп. 司馬 江漢 Shiba Kōkan); настоящее имя Андо Китиро (яп. 安藤 吉次郎 Andō Kichirō) или Кацусабуро (яп. 勝三郎 Katsusaburō, 1738 — 1818) — японский художник и гравёр периода Эдо, известный под псевдонимом "Кокан" за свои картины в стиле ёга (洋画 "европейская живопись"), который копировал живописные голландские стили, методы и темы,[что?] а также по своим гравюрам в стиле укиё-э, которые он создавал под именем Харусигэ. Между этим он отметился подделками работ Судзуки Харунобу. Говорят, что он хвастался своей способностью имитировать великого мастера так хорошо. Кроме того он занимался рангаку в области астрономии.
Как и многие другие художники периода Эдо, Кокан использовал множество псевдонимов на различных этапах своей карьеры, хотя «Сиба Кокан», «Судзуки Харусигэ» и близкие к ним вариации встречаются гораздо чаще других.

## Биография
Андо Китиро начал учиться рисованию в 15-летнем возрасте в школе Кано, в Кано Фурунобу, но покинул школу через 6 лет. Позже он перешел в ученики к Судзуки Харунобу, освоил технику укиё-э. Как после вспоминал Кокан Сиба, после смерти учителя, он продолжал выпускать гравюры под его именем. Современные историки искусства отмечают отличительный каллиграфический стиль подписи ложного Харунобу, использование перспективы в западном стиле и несколько менее тонкие фигуры в работах «Харунобэ» (Кокана).
В конечном итоге, художник принял имя Судзуки Харусигэ и продолжал работать в манере Харунобу, изображая красавиц. Самая известная серия его гравюр, сделанная в 1771 году, носит название «Снег, луна и цветы». Это образное воплощение красоты времен года, которые сменяют друг друга, а в философском смысле — красоты вообще. Люди и природа — основная тема этой изысканной, лирическо-изысканной серии.
Художник также испытал влияние Со Сисэки. Несмотря на то, что мастер владел самыми различными стилями, он также был и великим новатором, который осваивал новые техники и пользовался ими.
Постепенно возможности укиё-э перестали удовлетворять творческие потребности художника и он стал изучать китайскую живопись с его стремлением к передаче перспективы и ярких красок. Впоследствии он заинтересовался западным искусством, изучая его по работам японского художника западного стиля Хираги Гэнная.
Художник даже жил некоторое время в Нагасаки и, общаясь с голландцами, изучил их язык, чтобы иметь возможность читать первоисточники и глубже постичь приемы голландского живописи. Так, он изучил европейский способ гравирования на медной пластине. Кокан Сиба стал первым японским художником, который в 1783 году первым использовал технику глубокой печати в своем произведении под названием «Вид на Мимэгури».
Изменив собственный стиль, он принял новое имя, которое прославило его — Сиба Кокан. Он стал не только поклонником нового стиля, но и призвал к глубокому изучению европейских наук и искусств.
Художник не только выпустил массу гравюр в новом стиле, но стал писать маслом, выпускать книги, которые популяризировали западное искусство.
Кокан жил в Эдо, был учеником рангаку в дополнение к своим художественным занятиям и интересовался в частности астрономией. Издал в Японии труды Николая Коперника с собственными иллюстрациями.
Также встречался с голландским послом Хенриком Ромбергом.

## Значение творческой и популяризаторской деятельности
Начав артистическую карьеру в 15 лет, Сиба Кокан превратился в настоящего мастера и новатора, значительно расширил горизонты для своих последователей.
Карта мира труда Сиба Кокана опубликована в 1792 году в двух рукописных листах, показывает в окружающих диаграммах рисунки Коперника с Землей, Солнцем и Луной.

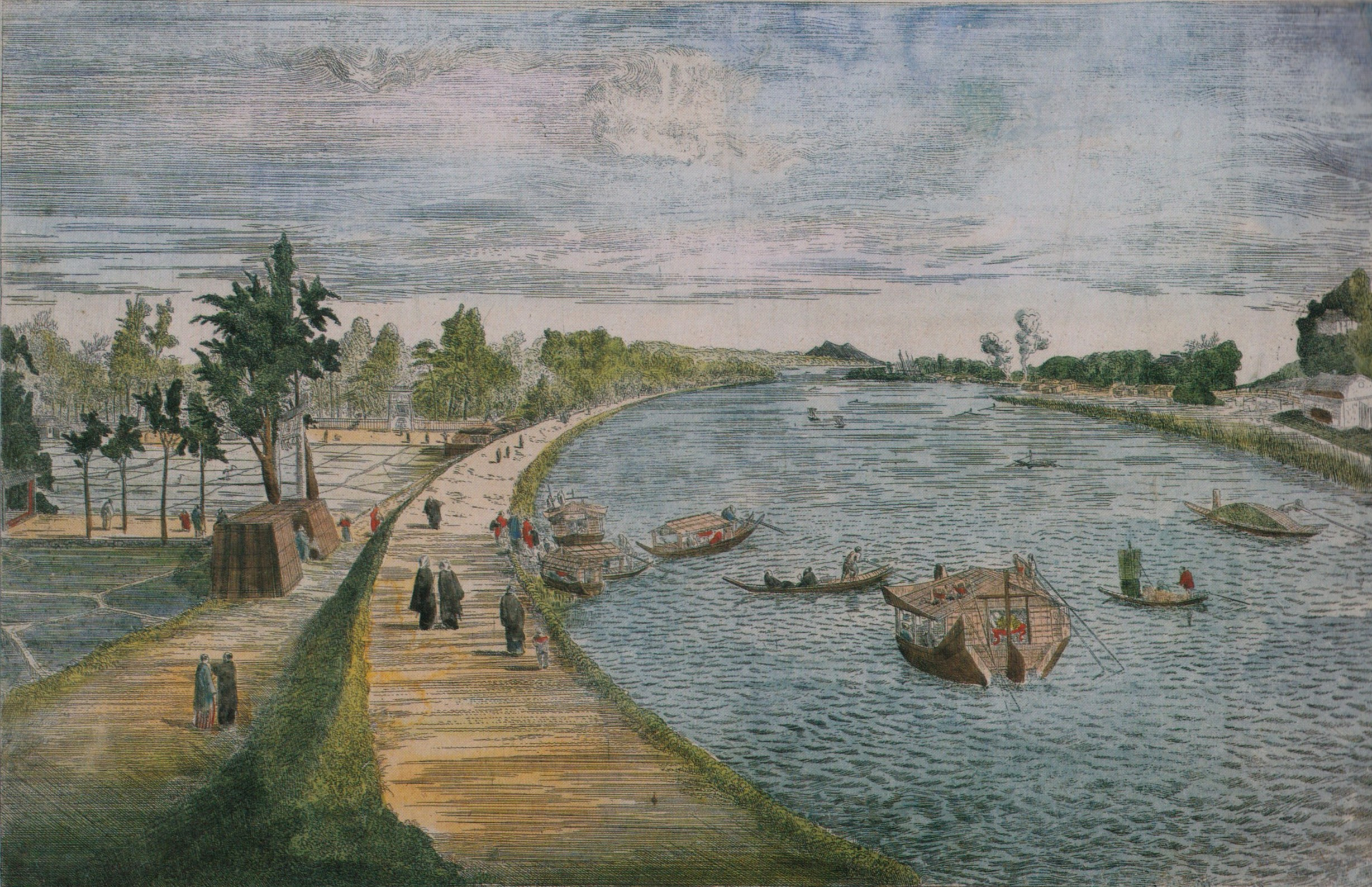
«Вид на Мимэгури с реки Сумида». Первая медная гравюра в Японии
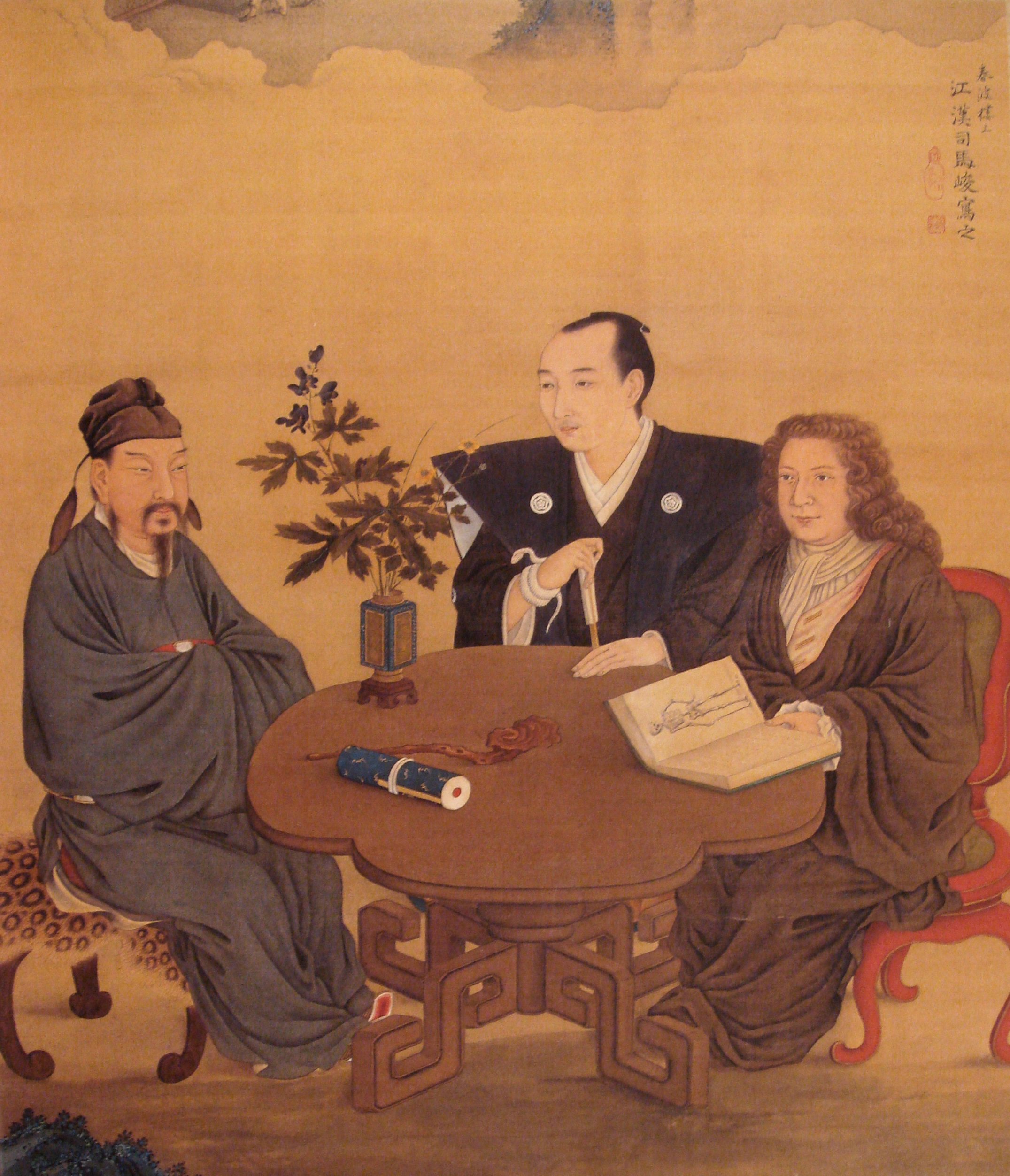
«Встреча Японии, Китая и Запада»
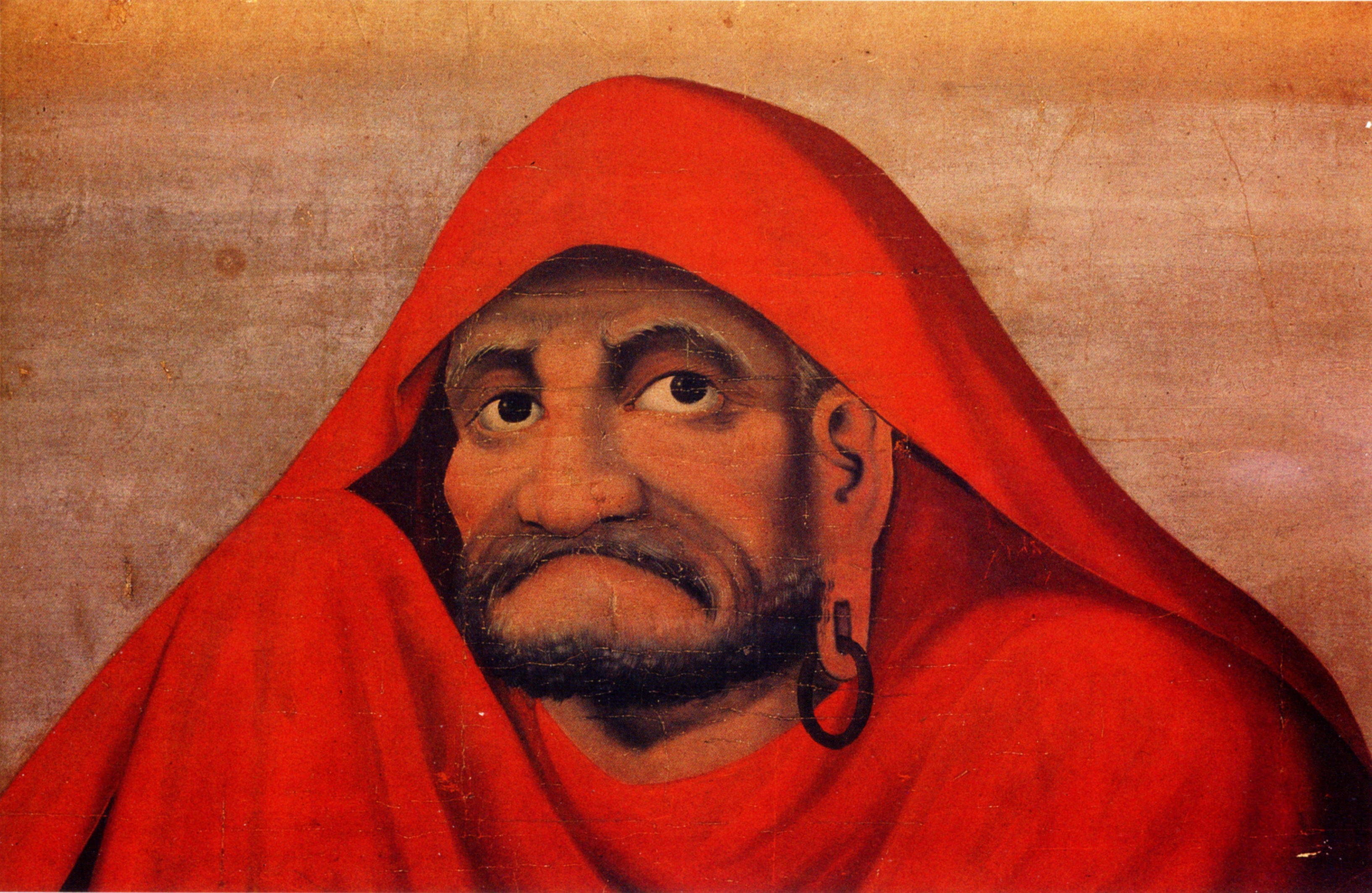
Архат (буддизм)
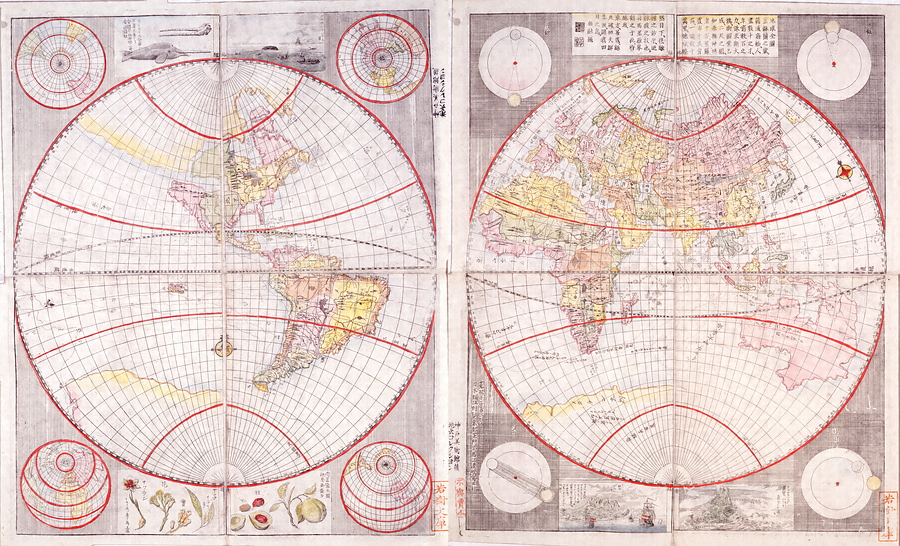
Карта мира работы Сиба Кокона
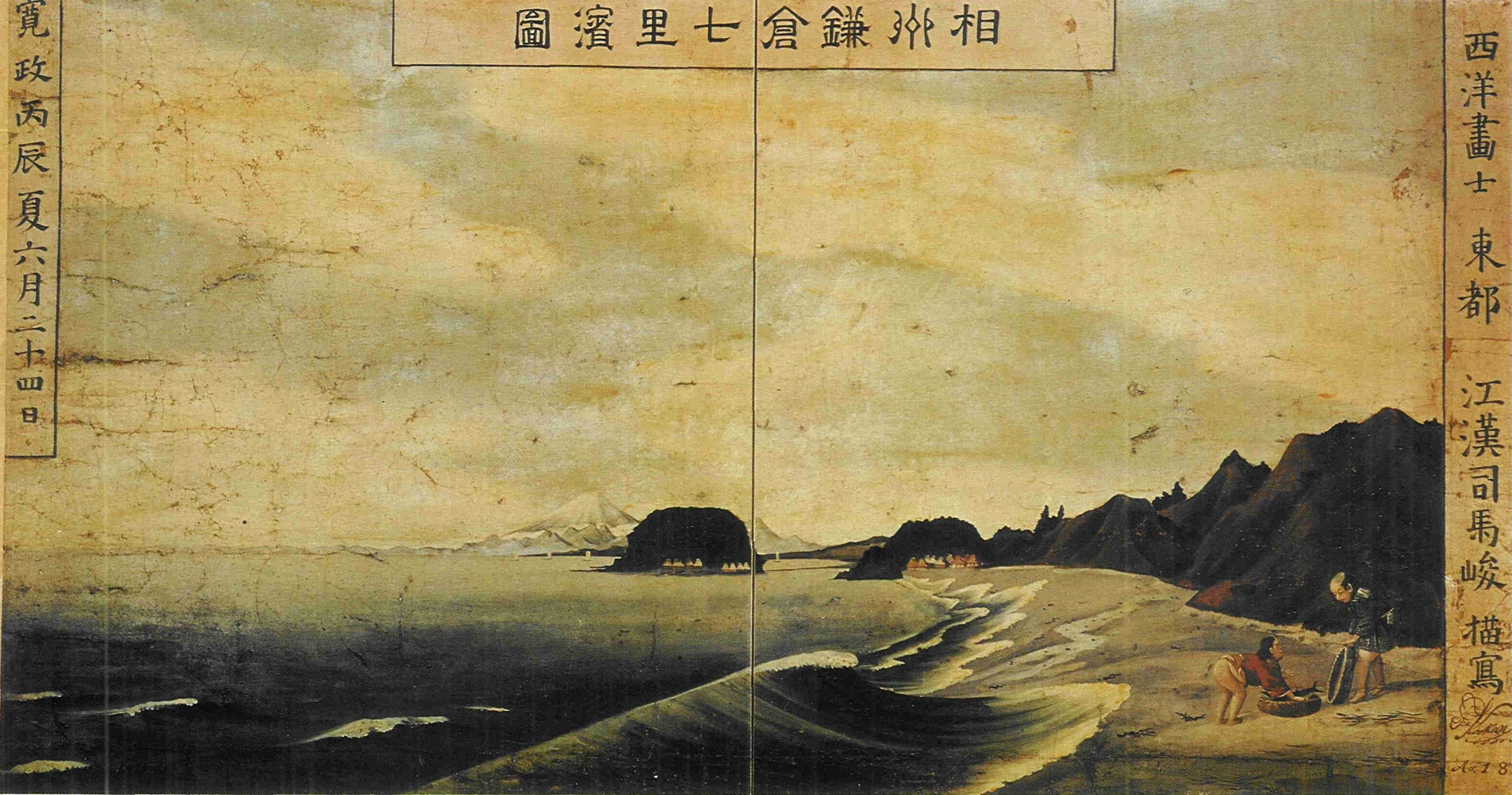
Семимильный пляж с Эносимой и Фудзи
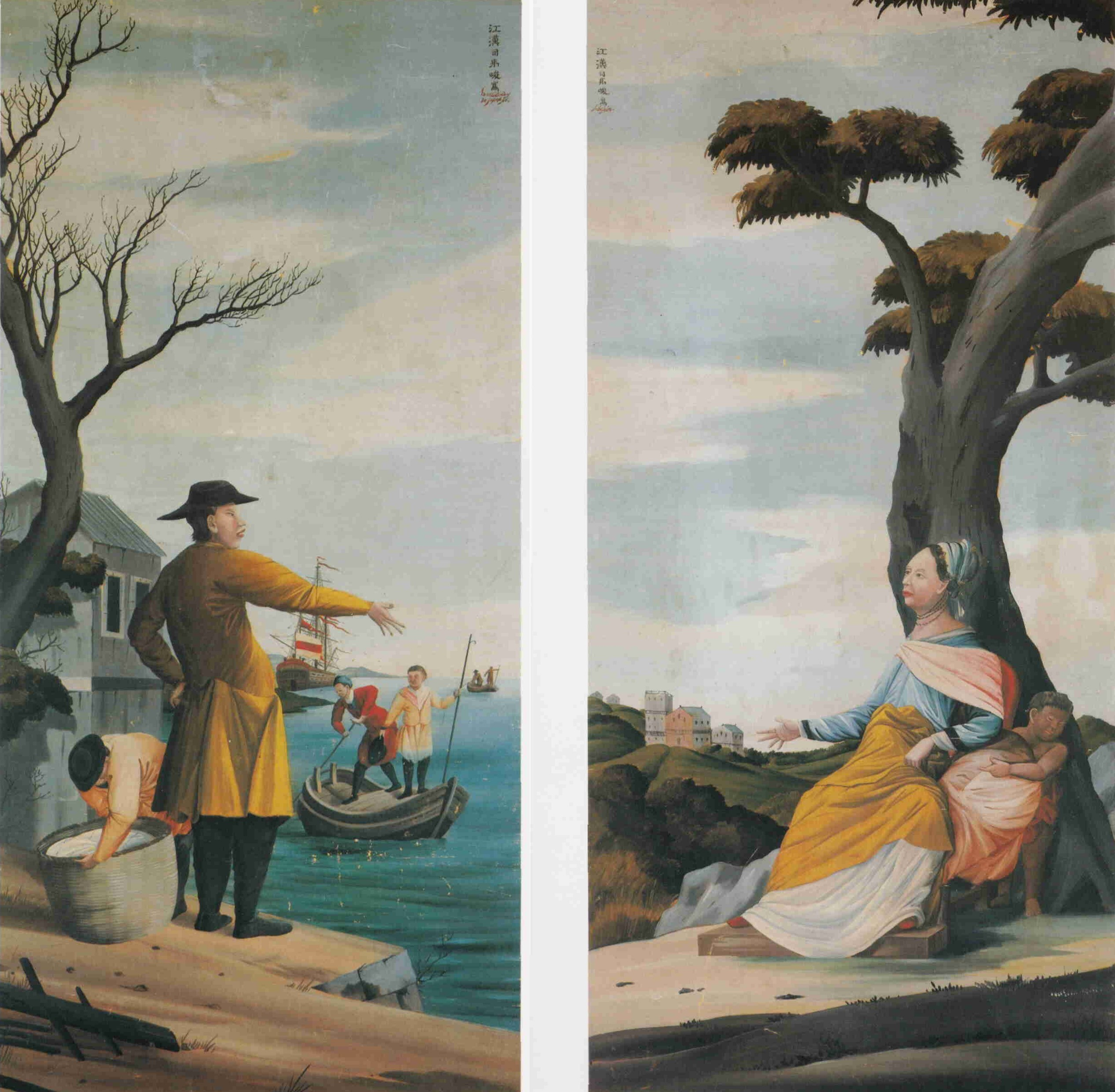
Две картины в западном стиле
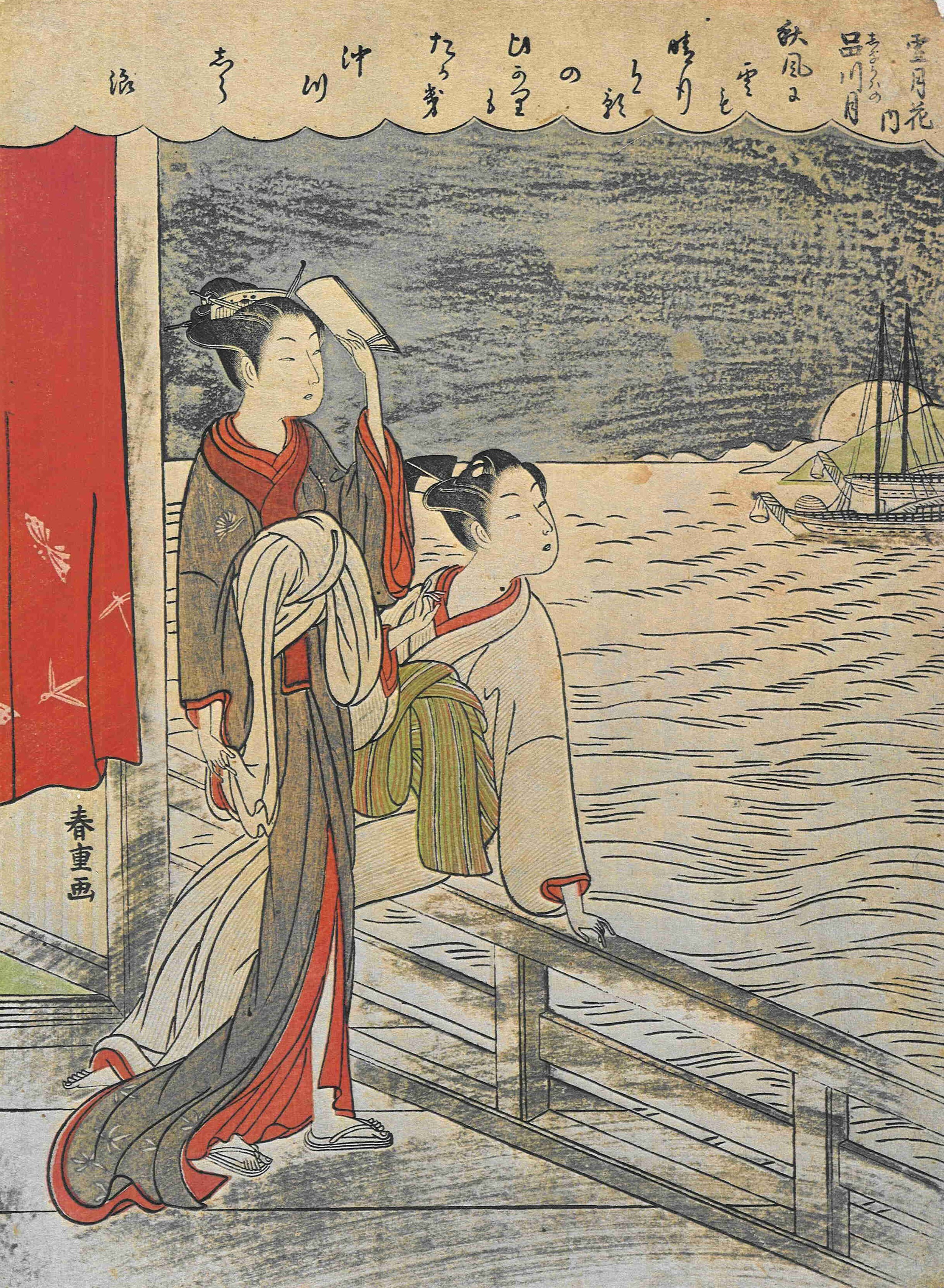
Луна над Синагавой
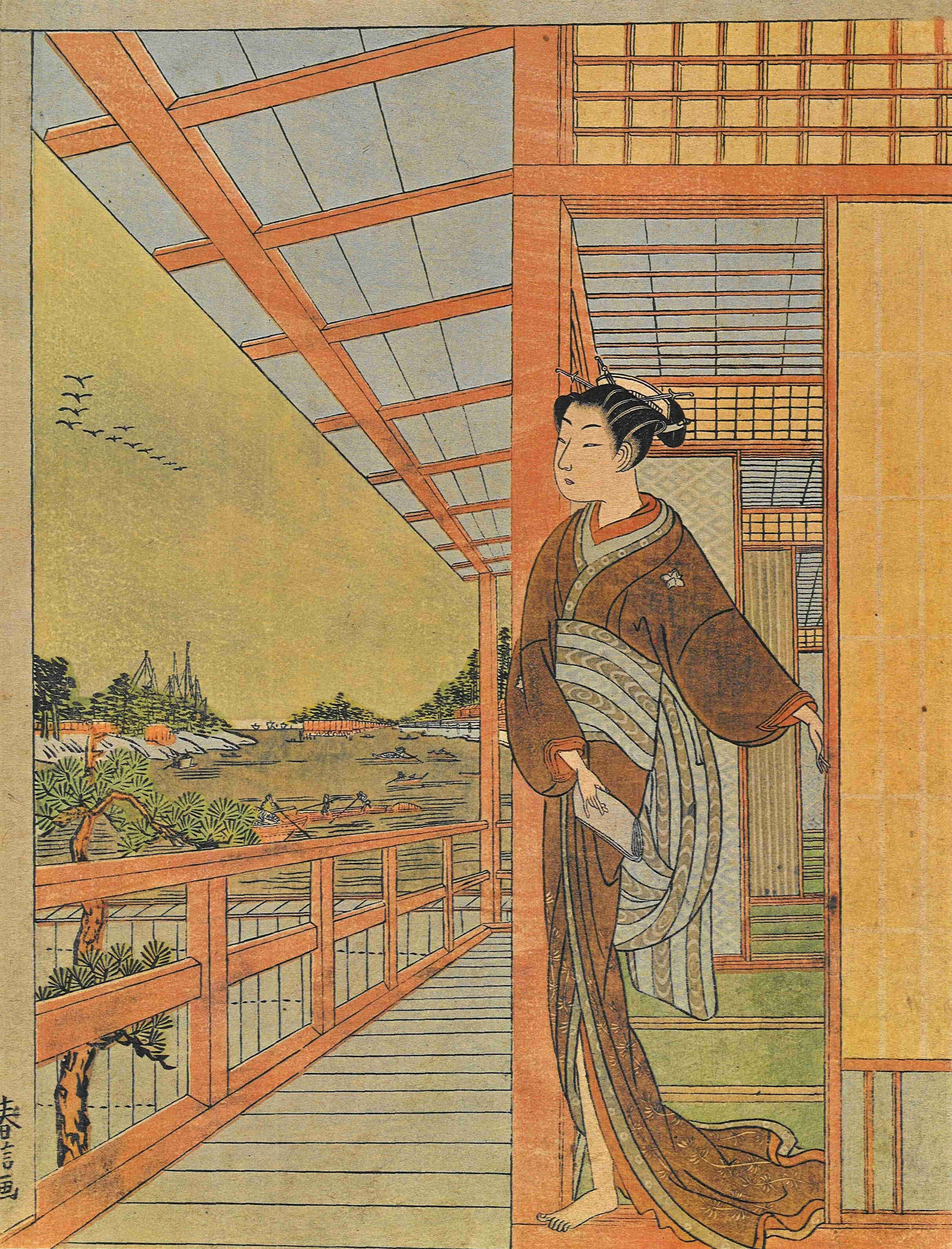
Девушка на веранде
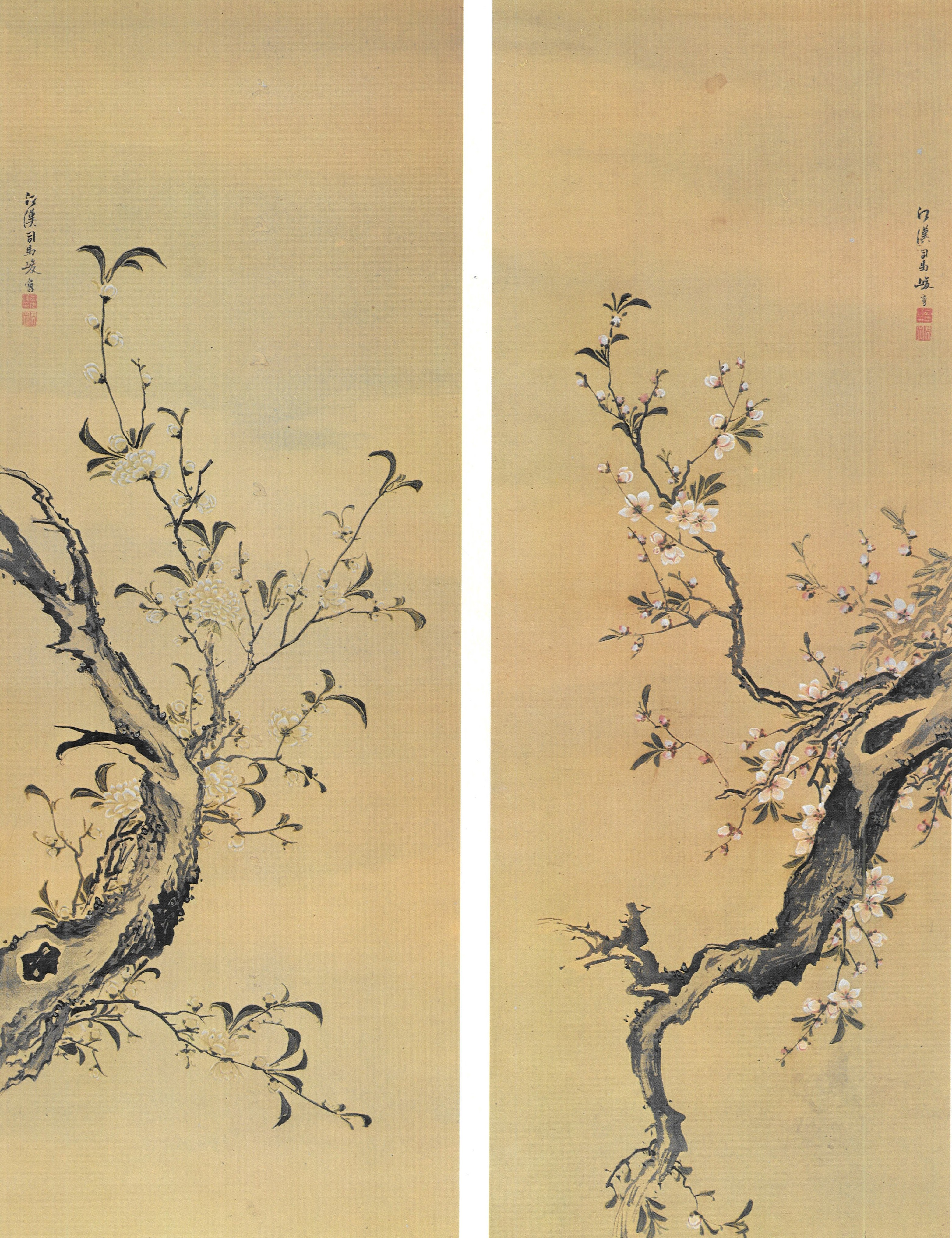
Пара свитков в стиле Со Сисэки ветки деревьев